# Осень (фильм, 1974)
«О́сень» — советский художественный широкоэкранный фильм 1974 года, снятый кинорежиссёром Андреем Смирновым по собственному литературному сценарию «Рябина — ягода нежная» о двух людях средних лет, пытающихся найти новое счастье, обрести новое дыхание.

## Сюжет
Поздней осенью, в середине октября, из Ленинграда в северную деревню приезжают на неделю отдохнуть мужчина и женщина, называющие себя мужем и женой.
Илья — врач. Женат, однако его бездетный брак несчастлив и находится на грани распада. Саша на три года моложе, ей скоро тридцать. Она тоже была замужем, но развелась; муж не хотел детей, Саше пришлось делать аборт.
Илья и Саша знают друг друга с детства и даже могли пожениться, однако в своё время что-то не сложилось. Столкнувшись снова после многих лет, они поняли, что их чувства все эти годы ждали новой встречи. Целую неделю они проводят вместе за ловлей рыбы на реке, в разговорах друг с другом и с хозяевами, сдавшими «молодым» комнату — шофёром Эдиком и его женой Дусей, у которых есть дочка Таня. За эти дни Дуся постепенно рассказывает Саше историю их сложного, несколько раз рисковавшего рухнуть семейного счастья.
Илья же, стараясь никак это не показывать, переживает глубокий кризис. Мужчина хорошо понимает — он обязан сказать жене, что уходит от неё, но сделать это ему нелегко. В один из дней он даже звонит жене из соседнего посёлка, но не решается ничего сказать, а потом, отпустив Сашу домой, идёт в людную пивную. Саша не верит в то, что Илья останется с ней, хотя и просит его не бросать её.
Неделя проходит, Илья и Саша возвращаются в город; в день их отъезда и в деревне, и в Ленинграде выпадает первый снег. За эту неделю Саша отвыкла от одиночества, она не может усидеть в своей комнате в коммуналке и вечером просится в гости к подруге по работе, где наблюдает за ещё одним примером семейной жизни, сложившейся совершенно иначе, но тоже по-своему счастливой — её подруга Марго занята главным образом собой, а двумя сыновьями, собакой и хозяйством безропотно занимается её муж Скобкин. Оставшись было ночевать у Марго, Саша не выдерживает и едет ночью домой на такси. Ворвавшись в свою комнату, она видит Илью, сидящего за Сашиным письменным столом и, судя по всему, уже очень долго и терпеливо ждущего её.

## В ролях
- Наталья Рудная — Саша, инженер
- Леонид Кулагин — Илья, врач
- Наталья Гундарева — Дуся
- Александр Фатюшин — Эдуард, шофёр
- Зоя Мокеева — Таня, дочь Дуси и Эдуарда
- Людмила Максакова — Марго
- Армен Джигарханян — Виктор Скобкин
- Юрий Кузьменков — старшина милиции
- Игорь Кашинцев — посетитель в пивной
- Михаил Бычков — посетитель в пивной
- Валерий Лысенков — посетитель в пивной
- Андрей Дударенко — таксист

## Съёмочная группа
- Сценарист и режиссёр: Андрей Смирнов
- Главный оператор: Александр Княжинский
- Художник: Александр Боим
- Композитор: Альфред Шнитке
- Звукооператор: Ян Потоцкий
- Дирижёр: Эмин Хачатурян

## История создания и выпуска
Рабочее название картины — «Рябина — ягода нежная». Натурные съёмки проходили в Карелии, к северу от Петрозаводска — в деревне Гомсельга. Сцена в чайной снималась в декорациях в павильоне «Мосфильма», в ней Илья читает Саше отрывок из «На ранних поездах» Б. Пастернака:
Сквозь прошлого перипетии,
И годы войн и нищеты,
Я молча узнавал России
Неповторимые черты….
Обсуждение готовой картины в числе других работ «Мосфильма» на современную тему проходило на совместном заседании коллегии Госкино СССР и секретариата правления Союза кинематографистов СССР под председательством Ф. Т. Ермаша. Критическая оценка слишком «откровенным сценам» фильма прозвучала в выступлении С. А. Герасимова, осудившего спекулятивность изображения любовных отношений между мужчиной и женщиной.

… нашему кино не обязательно проявлять в этой области «храбрость». Что показывать — это не праздный вопрос, поскольку фильм это не лирическое стихотворение, предназначенное только двум людям, он рассчитан на куда бо́льшую аудиторию.
— Сергей Герасимов, кинорежиссёр
Огорчение от отсутствия в работе Смирнова социальной, нравственной многоплановости высказал А. В. Караганов.

… автор мог бы выиграть, если бы показал любовь с бо́льшей эмоциональной силой, глубиной, тонкостью. Психологическая анатомия любви людей, изолированных от реальностей многосложной жизни, мешает яркому раскрытию характеров, экранному выражению убеждающего нравственного урока.
— Александр Караганов, киновед
Главный редактор Центральной сценарной студии Госкино СССР В. И. Соловьёв посчитал причину неудачи в исполнителях центральных ролей:

Ведь чтобы пережить рассказываемую в фильме историю «отогревания души», надо прожить вместе с героями сложный момент их жизни. А этого сближения с экраном в картине не происходит.
Возможно, неудачно выбраны исполнители, но то, что в картине не состоялась история любви — это очевидно.
— Василий Соловьёв, сценарист, редактор
Фильм был выпущен третьим экраном (малым количеством фильмокопий), а режиссёр Смирнов надолго был отлучён от работы.